# Mychal Mulder
Mychal Mulder, né le 12 juin 1994 à Toronto au Canada, est un joueur canadien de basket-ball évoluant au poste d'arrière.

## Biographie

### Carrière universitaire
Entre 2013 et 2015, il joue pour les Trailblazers de Vincennes à l'université de Vincennes.
Entre 2015 et 2017, il joue pour les Wildcats du Kentucky à l'université du Kentucky.

### Carrière professionnelle

#### Bulls de Windy City (2017-2019)
Le 22 juin 2017, automatiquement éligible à la draft 2017 de la NBA, il n'est pas sélectionné.
Le 21 octobre 2017, il est sélectionné à la 9e position de la draft 2017 de G-League par les Bulls de Windy City.
Le 19 février 2019, il est désactivé par les Bulls. Le 26 février 2019, il est activé par les Bulls.

#### Skyforce de Sioux Falls (2019-2020)
Le 16 septembre 2019, il signe un contrat avec le Heat de Miami. Le 15 octobre 2019, avant le début de la saison NBA 2019-2020, il est libéré de son contrat.
Le 27 octobre 2019, il rejoint le Skyforce de Sioux Falls en G-League.

#### Warriors de Golden State (2020-2021)
Le 26 février 2020, il signe un contrat de 10 jours avec les Warriors de Golden State. Le 10 mars 2020, il signe un second contrat, cette fois-ci de plusieurs années, avec les Warriors de Golden State,.
Mulder est licencié en octobre 2021.

#### Magic d'Orlando (2021-janvier 2022)
Le 26 octobre 2021, il s'engage en faveur du Magic d'Orlando via un contrat two-way. Il est coupé le 6 janvier 2022.

#### Heat de Miami (2022)
Fin mars 2022, il signe un contrat two-way avec le Heat de Miami.

## Statistiques

### Universitaires
| Saison    | Équipe    | Matchs | Titul. | Min./m | % Tir | % 3pts | % LF  | Rbds/m. | Pass/m. | Int/m. | Ctr/m. | Pts/m. |
| --------- | --------- | ------ | ------ | ------ | ----- | ------ | ----- | ------- | ------- | ------ | ------ | ------ |
| 2013-2014 | Vincennes | 37     | 32     |        | 46,7  | 38,3   | 75,4  | 4,57    | 1,76    | 0,38   | 0,49   | 8,57   |
| 2014-2015 | Vincennes | 35     | 17     |        | 48,8  | 44,7   | 80,0  | 6,86    | 1,80    | 0,43   | 0,80   | 15,66  |
| 2015-2016 | Kentucky  | 24     | 0      | 3,8    | 20,0  | 16,7   | 100,0 | 1,12    | 0,33    | 0,04   | 0,00   | 0,50   |
| 2016-2017 | Kentucky  | 32     | 2      | 10,6   | 40,3  | 36,5   | 92,3  | 1,50    | 0,38    | 0,25   | 0,19   | 4,72   |
| Carrière  | Carrière  | 128    | 51     | 3,3    | 45,7  | 40,2   | 79,7  | 1,16    | 1,00    | 0,23   | 0,36   | 8,03   |

### Professionnelles

#### G-League
| Saison    | Équipe      | Matchs | Titul. | Min./m | % Tir | % 3pts | % LF | Rbds/m. | Pass/m. | Int/m. | Ctr/m. | Pts/m. |
| --------- | ----------- | ------ | ------ | ------ | ----- | ------ | ---- | ------- | ------- | ------ | ------ | ------ |
| 2017-2018 | Santa Cruz  | 48     | 31     | 31,0   | 41,9  | 32,9   | 68,4 | 4,42    | 1,65    | 1,12   | 0,33   | 9,27   |
| 2018-2019 | Santa Cruz  | 47     | 47     | 32,9   | 46,0  | 41,2   | 74,6 | 4,09    | 1,60    | 0,68   | 0,38   | 13,74  |
| 2019-2020 | Sioux Falls | 39     | 34     | 33,2   | 45,1  | 39,7   | 70,0 | 4,51    | 1,36    | 1,03   | 0,36   | 16,95  |
| Carrière  | Carrière    | 134    | 112    | 32,3   | 44,5  | 38,5   | 71,4 | 4,33    | 1,54    | 0,94   | 0,36   | 13,07  |

#### NBA

##### Saison régulière
| Saison    | Équipe       | Matchs | Titul. | Min./m | % Tir | % 3pts | % LF | Rbds/m. | Pass/m. | Int/m. | Ctr/m. | Pts/m. |
| --------- | ------------ | ------ | ------ | ------ | ----- | ------ | ---- | ------- | ------- | ------ | ------ | ------ |
| 2019-2020 | Golden State | 7      | 3      | 29,1   | 38,8  | 30,8   | 75,0 | 3,29    | 1,14    | 0,29   | 0,14   | 11,00  |
| Carrière  | Carrière     | 7      | 3      | 29,1   | 38,8  | 30,8   | 75,0 | 3,29    | 1,14    | 0,29   | 0,14   | 11,00  |

Mise à jour le 12 mars 2020

## Records sur une rencontre en NBA
Les records personnels de Mychal Mulder en NBA sont les suivants, :
| Type de statistique        | Saison régulière | Saison régulière                  | Saison régulière |
| Type de statistique        | Record           | Adversaire                        | Date             |
| -------------------------- | ---------------- | --------------------------------- | ---------------- |
| Points                     | 28               | Pelicans de La Nouvelle-Orléans   | 14 mai 2021      |
| Paniers marqués            | 10               | 2 fois                            | 2 fois           |
| Paniers tentés             | 17               | Pelicans de La Nouvelle-Orléans   | 14 mai 2021      |
| Paniers à 3 points réussis | 7                | 2 fois                            | 2 fois           |
| Paniers à 3 points tentés  | 13               | 2 fois                            | 2 fois           |
| Lancers francs réussis     | 5                | 76ers de Philadelphie             | 7 mars 2020      |
| Lancers francs tentés      | 6                | 76ers de Philadelphie             | 7 mars 2020      |
| Rebonds offensifs          | 3                | @ Pelicans de La Nouvelle-Orléans | 4 mai 2021       |
| Rebonds défensifs          | 4                | 8 fois                            | 8 fois           |
| Rebonds totaux             | 6                | @ Suns de Phoenix                 | 29 février 2020  |
| Passes décisives           | 3                | 3 fois                            | 3 fois           |
| Interceptions              | 2                | 4 fois                            | 4 fois           |
| Contres                    | 1                | 15 fois                           | 15 fois          |
| Balles perdues             | 3                | 2 fois                            | 2 fois           |
| Minutes jouées             | 42               | @ Magic d'Orlando                 | 10 avril 2022    |

- Double-double : 0
- Triple-double : 0

Dernière mise à jour : 17 août 2022